# Tollereds övre kraftverk och tub
Tollereds övre kraftverk och tub är en kraftverksbyggnad vid J T Bergs väg 14 i Tollered i Lerums kommun. Byggnaden, som uppfördes 1908–1909, är byggnadsminne sedan den 16 december 1991.

## Historia
Anläggningen omfattar en kraftverksbyggnad belägen i Tollereds ström mellan Torskabotten och Säveån. Byggnaden uppfördes under åren 1908–1909 med en fallhöjd av 47 meter. En viss ombyggnad av maskineriet skedde under åren 1933–1934. Vattnet leddes ursprungligen via en cirka 300 meter dels nedgrävd dels i luften gående järntub. Delar av tubens sträckning under mark är idag borttagen. I byggnadsminnet ingår kraftstationsbyggnaden, vattentuben och dammanläggningen.
Utrustningen bestod av turbiner och växelströmsgeneratorer samt två likströmsgeneratorer. Nääs Fabriker såldes 1962 till Almedahls AB, vilket senare i sin tur sålde kraftverksanläggningen till Viskans kraft AB. Tollereds övre och nedre kraftstation stängdes 1981 i samband med att Nääs Fabrikers 150-åriga verksamhet nedlades. I syfte att bevara och levandegöra kraftstationens kulturhistoriska värden bildades 1980 Museiföreningen Tollereds Öfvre kraftstation som arrenderar kraftstationen av kommunen.